# Colégio Plínio Leite
O Colégio Plínio Leite é uma tradicional instituição particular de ensino básico em Niterói, antiga capital do estado do Rio de Janeiro, fundada pelo professor Plínio Leite em 1929. É uma instituição pioneira no ensino técnico privado na cidade.
A partir do Colégio Plínio Leite foi fundado o Centro Universitário Plínio Leite em 1999 e a atual Faculdade de Economia da Universidade Federal Fluminense em 1942.